# Eden Gardens
El estadio Eden Gardens (Bengalí: ইডেন গার্ডেন্স) está ubicado en la ciudad de Calcuta, en Bengala Occidental (India). Es el campo del Bengal cricket team y del Kolkata Knight Riders, que juega en la Indian Premier League de críquet, además de ser el escenario principal de la Selección de críquet de la India.
Este estadio es el mayor estadio de cricket en la India, pues cuenta con una capacidad para 66 000 espectadores. Aunque antes de la Copa Mundial de Críquet de 1987, la capacidad se decía que era aproximadamente de 120 000 plazas, sin embargo no hay cifras oficiales que corroboren esta cifra. No obstante, seguirá siendo el segundo mayor estadio de cricket del mundo, detrás de la Melbourne Cricket Ground en Australia y es también el segundo mayor estadio de la India, por detrás del Salt Lake Stadium.

## Historia del estadio
El estadio se fundó en 1864. El origen de su nombre es incierto. Según algunos, el estadio debe su nombre al parque Eden Gardens, donde se encuentra el estadio. Este parque, a su vez, lleva el nombre de Emily y Fanny Eden, hermanas de George Eden, Lord Auckland, Gobernador General de la India entre 1836 y 1842. Inicialmente llamado "Auckland Circus Gardens", el parque pasó a llamarse "Eden Gardens" en 1841.
Sin embargo, según la cultura popular, Babu Rajchandra Das, el zamindar (terrateniente) de Janbazar, Calcuta, y marido de Rani Rashmoni, regaló uno de sus mayores jardines, Mar Bagan, junto al río Hooghly, a Lord Auckland y a su hermana Emily Eden en agradecimiento por su ayuda por haber salvado a su tercera hija de una enfermedad mortal. El jardín pasó a llamarse entonces Eden Gardens.
Los campos de críquet se construyeron entre Babughat y Fort William. El estadio se encuentra en la zona de B. B. D. Bagh de la ciudad, cerca de la Secretaría de Estado y frente al Tribunal Superior de Calcuta.
El primer partido de prueba en este recinto se celebró en 1934 entre Inglaterra e India, su primer partido internacional de un día en 1987 entre India y Pakistán y su primer partido internacional T20 en 2011 entre India e Inglaterra. La semifinal de la Hero Cup de 1993 entre India y Sudáfrica fue el primer partido diurno/nocturno.
El estadio también albergó partidos de la edición inaugural de la Copa Nehru en 1982.

Los Eden Gardens también acogieron el partido de fútbol entre India y Uruguay en la Copa Nehru de 1984.

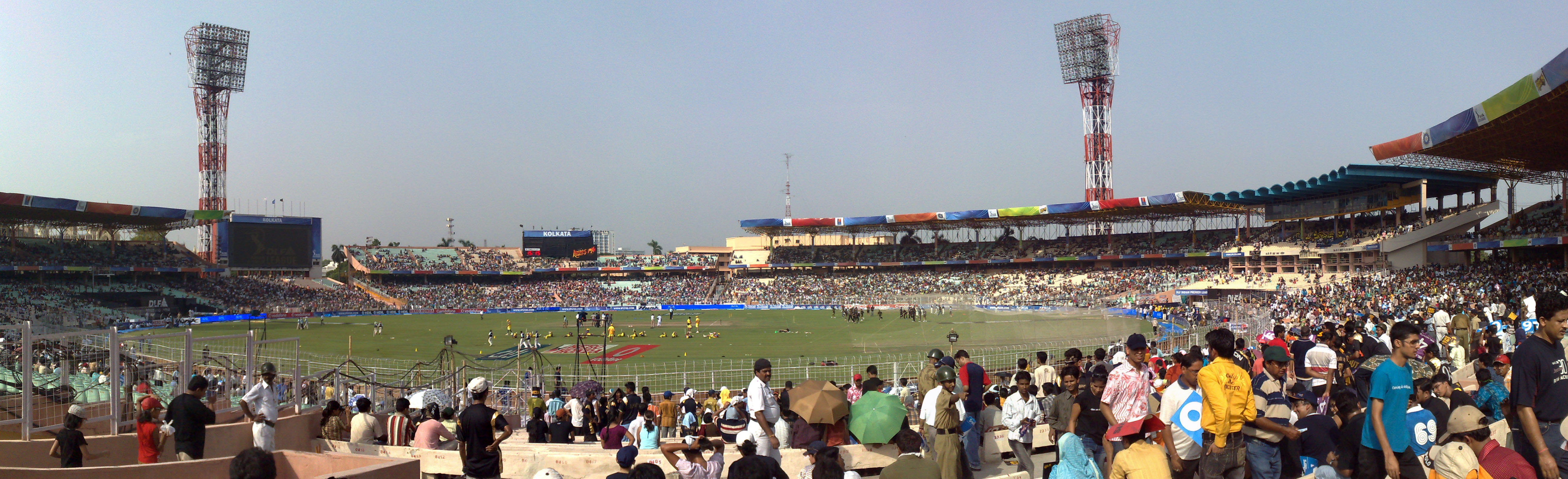
Imagen panorámica del estadio.